# Токагахахау Алики, Амелия
Амелия Токагахахау Алики (уолл. Amelia Tōkagahahau Aliki) — лавелуа Увеи. В 1870 году она провозгласила свод законов, известный как Кодекс Батайона. По запросу католической миссии она направила Франции запрос о протекторате в 1886 году и подписала в апреле 1887 г. договор о ратификации протектората на острове Уоллис. Она завершила строительство королевского дворца Увеа в Мата-Уту, а также построила собор Нотр-Дам-де-л'Ассомпсьон-де-Мата-Уту, где она была похоронена.

## Биография
Амелия — дочь короля Соана Патиты Ваймуа (правившего с 1831 по 1858 годы). Она становится преемницей своей тети Фалакики Сейлалы. Она стала королевой Увеи 19 февраля 1869 года при поддержке миссионеров.

### Укрепление королевской власти

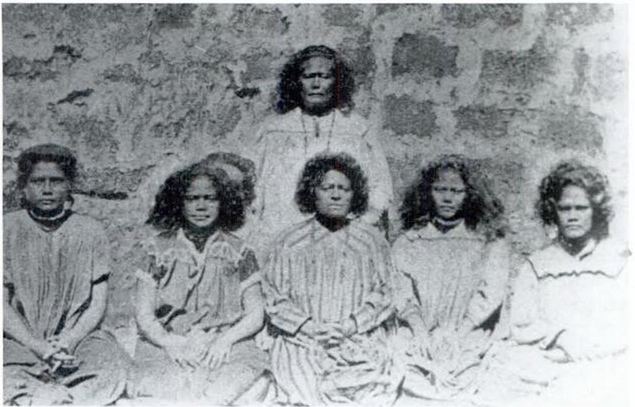
Королева Амелия в 1887 году с молодыми девушками из знати (Алики) перед королевским дворцом Уоллис (Увеа)

В 1870 году она опубликовала сборник увейских законов, названный «Кодекс Батайон», потому что он был сильно вдохновлен епископом Пьером Батайоном. Этот сборник кодексов и правил, основанный на христианской идеологии, организует в интересах традиционных и религиозных властей социальную и частную жизнь народов Увеа.

#### Кодекс Уоллиса (1871 г.)

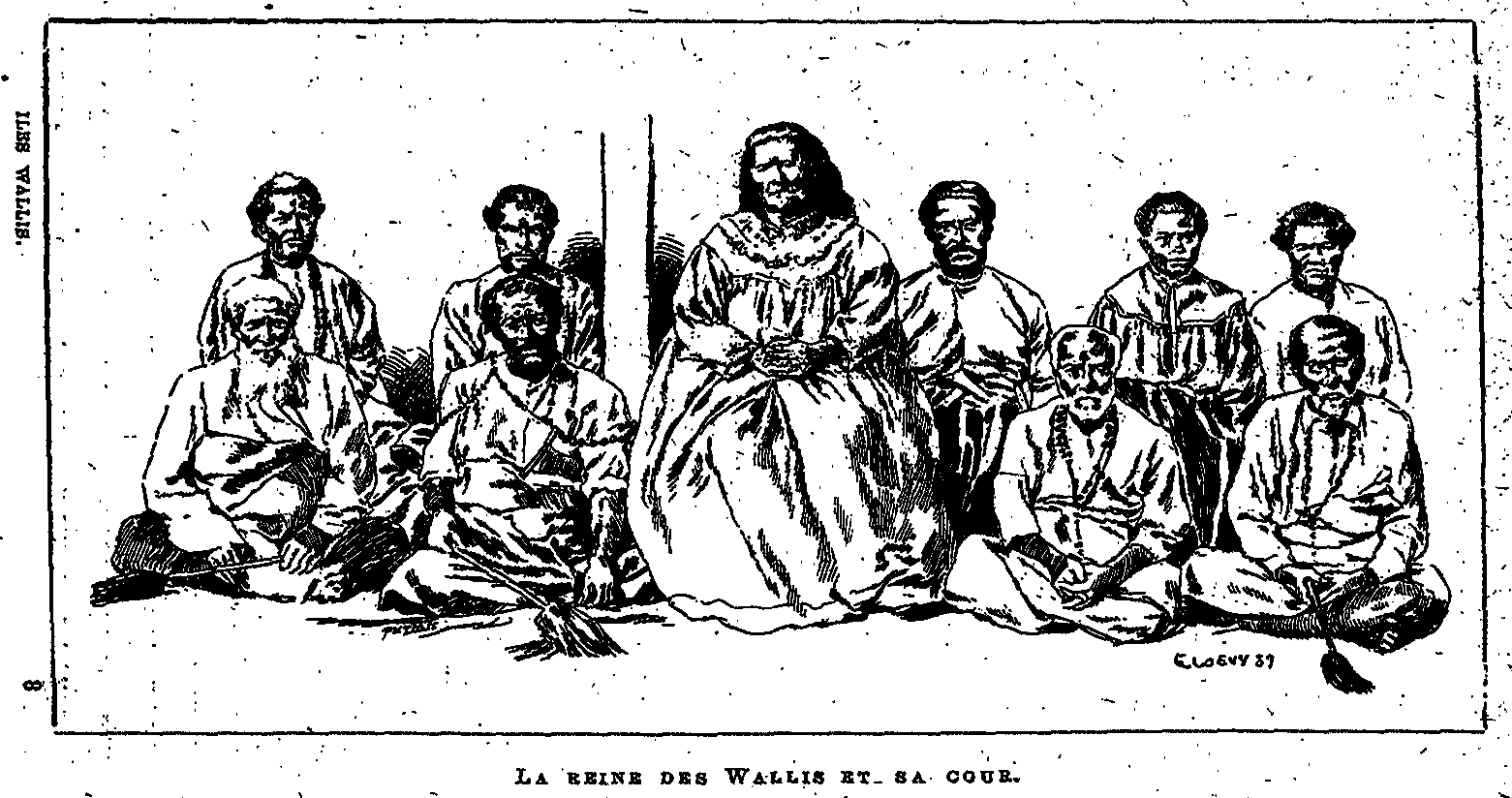
Королева Амелия и ее двор (около 1889 г.)

В 1870 году Пьер Батайон также составил Уоллисский кодекс, который королева обнародовала в 1871 году. Это законодательный текст, написанный на уоллисском языке, который фиксирует в письменной форме точный состав вождества, тем самым запрещая любые изменения в этой структуре, ранее активно изменявшейся. Этот кодекс описывает лавелуа как «единственного верховного вождя», теперь именно он назначает министров и других вождей. Процедура увольнения не предусмотрена (король правит до самой смерти). Софи Чав-Дартоен объясняет, что «таким образом устанавливается монархия божественного права». Люди должны жить под властью духовенства; Католическая религия признана единственной религией страны.

### Французский протекторат
19 ноября 1886 г. королева Амелия составила прошение о протекторате Франции:

«Королева Уоллиса, желая укрепить связи, которые уже много лет связывают ее с Францией, соглашается поставить себя под протекторат Франции. Как внешний знак этого взаимного обязательства, он отделит свой флаг от французского флага. Резидент будет отвечать за внешние сношения и за все дела, касающиеся европейцев. Королева желает сохранить всю свою независимость. Она также хочет сохранить всю свою власть над туземцами. Резидент будет иметь право заседать в Совете министров. Назначение этого резидента будет зависеть от согласия Королевы и даже желания Королевы, если это не мешает международным отношениям, чтобы резидент был отцом протектората, а затем, когда резидент будет находиться за пределами протектората, ему также будет помогать в качестве переводчика один из отцов протектората в Совете министров. Королева определит участок площадью около двадцати гектаров в зависимости от удобства Резидента и функций, которые он должен будет выполнять».
- Амелия ЛАВЕЛУА, Уоллис, 19 ноября 1886 г.
фр. «La reine de Wallis, désirant resserrer les liens qui, depuis de longues années déjà l’unissent à la France, accepte de se mettre sous le protectorat de la France. Comme marque extérieure de ce mutuel engagement, elle écartèlera son pavillon du pavillon français. Un résident sera chargé des affaires extérieures et de toutes les affaires concernant les Européens. La reine désire conserver toute son indépendance. Elle désire aussi conserver toute son autorité sur les naturels. Le Résident aura le droit de siéger au Conseil des Ministres. La nomination de ce Résident sera soumise à l'acceptation de la reine et même le désir de la reine serait, tant que cela ne gênera pas les relations internationales, que le Résident soit un père de la Mission et plus tard, lorsque le Résident sera pris en dehors de la Mission, il sera encore assisté comme interprète par un des pères de la Mission auprès de la Reine dans le Conseil des Ministres. La reine déterminera un terrain d'à peu près vingt hectares, à la convenance du Résident et des fonctions qu'il aura à remplir»/

— Amelia LAVELUA, Fait à Wallis, le 19 novembre 1886— https://books.google.com/books?id=euwznhUQs6gC&pg=PA188
Она подписывает 5 апреля 1887 г. договор, который принимает этот протекторат при условии, что ее прерогативы гарантированы. Затем два короля Футуны ратифицируют один и тот же текст, и протекторат действительно устанавливается в 1888 году.